# Жалосна свеска
Жалосна свеска, је био стрип магазин у издању "Новог Прелома" из Бања Луке, који је излазио током 1997. године. Након три броја часопис је угашен. Био је то први стрип часопис који је излазио у Бањој Луци. Магазин је првенствено објављивао стрипове аутора из Републике Српске. Стрипови су били у распону од од меинстрима до алтеранивнијих садржаја.

## Историјат
Љубитељи стрипа Горан Дујаковић и Милорад Вицановић су дошли на идеју да покрену стрип часопис у Републици Српској. Ступили су у контакт са Миодрагом Живановићем, уредником "Новог Прелома" и договорено је да се почне са издавањем стрип часописа у издању "Новог Прелома". Дујаковић и Вицановић су окупили стрип ауторе, а "Нови Прелом" је финансирао излазак часописа. Стрип аутори нису примали хонорар и све је било на добровољној основи. Предвиђени ритам излажења био је свака два мјесеца што је био изузетно амбициозан план. Екипу окупљену око овог стрип магазина, поред Дујаковића и Вицановића чинили су Небојша Ђумић, Синиша Станић, Десимир Миљић, Даниел Симић. То је уједно била и редакција у сва три броја колико је магазин излазио. Име часопису дао је Синиша Станић по узору на чувени дјечији часопис "Весела свеска", који је излазио прије рата у Сарајеву и за генерације био појам популарног дјечијег штива. Био је то први стрип часопис који је излазио у Бањој Луци.
У априлу 1997. године је издат први број на 36 страница, са корицама у боји. Стрипове су потписали Вицановић, тандем Ђумић (цртач) и Симић (сценариста) - псеудоним ДОН, Драго Вејновић и Дујаковић - псеудоним Феникс. Садржај је био обогаћен и са три попратна текста који су потписали Синиша Станић (Баба Стана), Горан Драгишић и Рајко Радовановић, илустрован каишевима стрипа Дилан Дог и LOVE&ROCKETS, браће Хернандез. Насловну страну је урадио Милорад Вицановић, а уредник је био (за сва три броја) Небојша Ђумић. Часопис се, захваљујући издавачу, појавио и на излозима бањолучких киоска. Нешто бројева подијељено
је у већим градовима БиХ, Србији, Хрватској и Словенији, чиме је своју афирмацију доживио и на ширем простору. У љето 1997. године излази други број, овај пут, поред већ раније присутних аутора, појављу се и први стрипови Сузане Прпић. Насловну страну броја, који је изашао на 52 странице, урадио је Дујаковић. Објављен је и полемички текст Даниела Симића "Стрип у нас". Послије паузе од готово седам мјесеци, излази и трећи, посљедњи број у зиму 1997, сада већ на респектибилном броју страница (72), појачан новим ауторима: Станком Гојићем, Гораном Кљајићем, Мирославом Јовановићем, Дејаном Шијуком, Бором Петковићем и Ненадом Поњевићем. Еx-ЈУ сцена је представљена са два аутора - са по једном таблом стрипа Зограф (Србија) и Симон Вучковић из Црне Горе, чиме је дато до знања да амбиције "Жалосне свеске" знатно прелазе бањолучки оквир. Провокативна насловна страна трећег броја која је пратила стрип тандема Ђумић-Симић (човјек са гас-маском окружен симболима запада и глобализације), као и сам стрип у коме се за пропаст српске борбе окривљује западни живот, изазвао је оштар коментар у "Новом прелому", потписан под псеудонимом Денис Напаст. Иако је био припремљен и четврти број за штампу, на стотину страница, недостатак финансија и повремени "ексцеси" који су се појављивали на страницама "Жалосне свеске" утицали су да новац за четврти број није пронађен. Тако се угасио овај стрип часопис. Током једногодишњег излажења објављено је више од 150 страница стрипа десетак аутора из Републике Српске.